# Carrhotus samchiensis
Carrhotus samchiensis är en spindelart som beskrevs av Jastrzebski 1999. Carrhotus samchiensis ingår i släktet Carrhotus och familjen hoppspindlar. Inga underarter finns listade.